# Mor Stein
Der Mor Stein (auch Standing Stone of Shapinsay genannt) ist ein von Flechten übersäter neolithischer Menhir im Moor von Quholm, im Südosten der Orkney-Insel Shapinsay, in Schottland. 
Der Mor Stein ist ein aufrecht stehender Menhir von etwa 2,9 Meter Höhe, in einem Feld, das von den bewirtschafteten Arealen der Insel etwas getrennt ist. Vor 1928 wurde er umgestürzt und später neu aufgerichtet, dabei verlor er seinen oberen Teil. Im Jahre 1796 wurde er mit 3,66 m Höhe aufgezeichnet. Die Breite beträgt im Durchschnitt 0,95 m und die Dicke 0,45 m.
Shapinsay ist eine der großen inneren Inseln der Orkney und liegt etwa zwei Meilen nördlich von Mainland. Castle Bloody liegt südöstlich des Mor Stein (deutsch „großer Stein“). Ein paar Meilen nördlich liegt der meernahe Burroughston Broch. Auf der Insel liegt auch der Odinstein von dem unklar ist, ob er ein Findling oder ein Menhir ist.